# Marta Bartošková
Marta Bartošková (* 17. srpna 1972) je česká překladatelka a tlumočnice z islandštiny, norštiny a angličtiny a propagátorka současné islandské literatury.
Od roku 1990 studovala na Filozofické fakultě Univerzity Karlovy angličtinu a norštinu a později svůj zájem rozšířila o islandštinu. V roce 2005 obhájila doktorskou práci s titulem Reflexe modernity v poválečné islandské próze. Ve své generaci českých skandinavistů je prakticky jediná, kdo se v plné šíři věnuje současné islandské literatuře. Do češtiny přeložila díla mnoha významných islandských autorů, především Jóna Kalmana Stefánssona, Andriho Snæra Magnasona a dalších.